# Niihau
Niʻihau (tiếng Hawaii: [ˈniʔiˈhɐw]) là đảo cực tây và là đảo có người ở lớn thứ bảy trong quần đảo Hawaiʻi. Nó cách Kauaʻi 17,5 dặm (28,2 km) về phía tây nam. Diện tích đảo là 69,5 dặm vuông Anh (180 km2). Nhiều hồ tạm thời trên đảo cung cấp môi trường đất ngập nước cho các loài động vật như Fulica alai, Himantopus himantopus, và Anas wyvilliana. Đây là nơi sinh sống của Brighamia insignis, một loài thực vật đặc hữu và đang bị đe dọa của quần đảo Hawaii. Cục Thống kê Dân số Hoa Kỳ xác định rằng Niʻihau và đảo lân cận Lehua là Điểm Thống kê 410 của Quận Kauai, Hawaii. Thống kê 2000 cho biết đảo có 160 dân; thống kê 2010 ghi nhận rằng dân số đã tăng lên 170.
Elizabeth Sinclair mua Niʻihau năm 1864 từ Vương quốc Hawaii, và quyền sở hữu tư nhân được giao lại cho con cháu của bà, gia đình Robinson. Trong chiến tranh thế giới thứ hai, hòn đảo là nơi diễn ra tai nạn Niʻihau: một chiếc máy bay của hải quân Nhật Bản rơi trên đảo và làm cư dân tại đây hoảng sợ. Người dân Niʻihau được biết đến với việc tạo tác lei pūpū (shell lei), và việc sử dụng tiếng Hawaii như ngôn ngữ chính. Từ năm 1987, một số hoạt động du lịch và săn bắt được giám sát chặt chẽ trên đảo đã được mở ra cho du khách. Hiện đảo được quản lý bởi anh em Bruce Robinson và Keith Robinson.

## Địa lý
Niʻihau cách Kauaʻi khoảng 18 dặm (29 km) về phía tây nam. Đảo hoang Lehua cách 0,7 dặm (0,61 nmi; 1,1 km) về phía bắc. Niʻihau rộng 6,2 dặm và dài 18,6 dặm (10 km x 30 km). Độ cao tối đa (Paniau) là 1.280 foot (390 m). Hòn đảo khoảng 4,9 triệu năm tuổi, trẻ hơn đảo Kauaʻi 5 triệu năm tuổi lân cận. Niʻihau có một núi lửa đã tắt ở phần đông.